# Мирное (Виноградовская сельская община)
Мирное (укр. Мирне) — село в Виноградовской сельской общине Херсонского района Херсонской области Украины.

## Население
Население по переписи 2001 года составляло 484 человека.

### Языковой состав
Родной язык населения по данным переписи 2001 года:
| Язык        | Численность, чел. | Доля     |
| ----------- | ----------------- | -------- |
| Украинский  | 446               | 92,15 %  |
| Русский     | 29                | 5,99 %   |
| Белорусский | 7                 | 1,45 %   |
| Другое      | 2                 | 0,41 %   |
| Итого       | 484               | 100,00 % |

## История
В июле 1995 года Кабинет министров Украины утвердил решение о приватизации находившегося здесь совхоза.

## Местный совет
75143, Херсонская обл., Алёшковский р-н., пгт Бриловка, пл. Юбилейная, 10